# Augustinus Zhao Rong

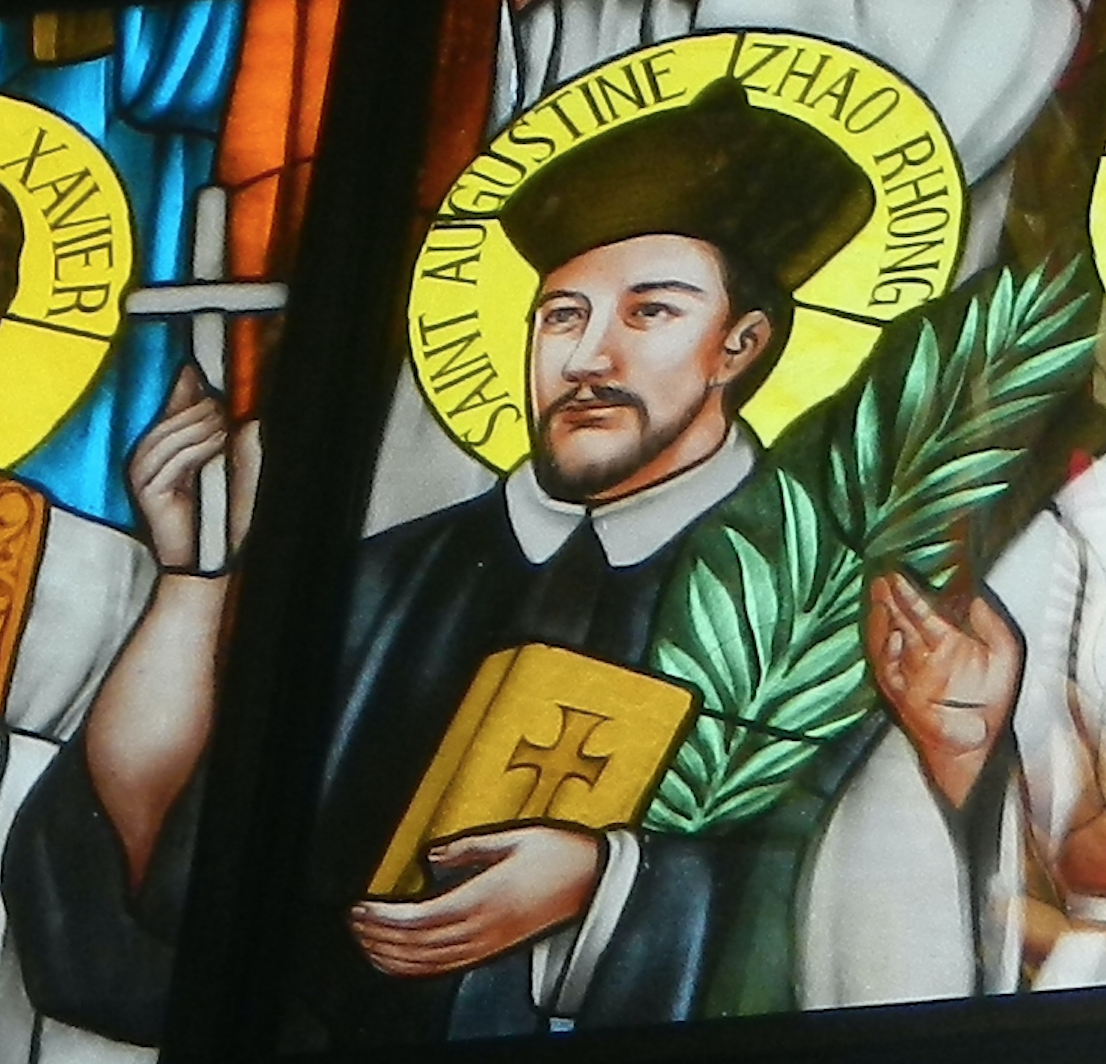
Buntglasfenster in der Pfarrkirche Santo Cristo und Saint Andrew Kim Taegon in Lolomboy, Bocaue, Bulacan, Philippinen.

Augustinus Zhao Rong (chinesisch 趙榮 / 赵荣, Pinyin Zhào Róng; * 1746 in Wuchuan (Zunyi), Chinesisches Kaiserreich; † 20. März 1815 in Chengdu) war Soldat in der kaiserlichen Armee Chinas und gilt in der römisch-katholischen Kirche als Heiliger, dessen Gedenktag am 9. Juli begangen und seit 2002 im Calendarium Romanum Generale geführt wird. 
Zhào Róng bekehrte sich im Alter von 30 Jahren zum christlichen Glauben, als er christliche Gefangene nach Peking/Beijing überführte und von deren Glaubenstreue beeindruckt war. Mit 35 Jahren wurde er zum Priester geweiht. 1815 wurde er während der Verfolgungen durch Kaiser Jiaqing selbst zum Märtyrer.
Sein liturgischer Gedenktag ist am 9. Juli, dem Gedenktag der 120 im Jahr 2000 von Papst Johannes Paul II. heiliggesprochenen chinesischen Märtyrer. Viele der katholischen und orthodoxen Märtyrer wie auch etliche protestantische Glaubenszeugen starben während des Boxeraufstands.